# Konsánszky Dóra
Konsánszky Dóra (Budapest, ?) magyar divattervező, ruhatervező iparművész.

## Tanulmányok
- 1982–1986: Képző és Iparművészeti Szakközépiskola, Budapest
- 1992: bőr- és ruhatervező szak, Magyar Iparművészeti Egyetem, Budapest
- 1989–1991: Nina Ricci – Air France-ösztöndíj Párizsban, az École Chambre Syndicale de la Couture Parisienne-en
- 1991: diplomát szerez az École Chambre Syndicale de la Couture Parisienne-en
- https://www.ifmparis.fr/en/

## Díjak, kiállítások
- 1987: Párizs, Concours International des Jeunnes Createurs de Mode: Air France verseny, Premier Prix
- 1988 • Divat, Ernst Múzeum, Budapest
- 1990: Rubik-ösztöndíj
- 1990-1991 Parizs, Nina Ricci ösztöndíj
- 1993 • Dorottya Galéria, Budapest.
- 2004. június 10-én nyílt a Budavári Palotában a Budapesti Történeti Múzeumban önálló kiállítása „Fűzött ruhatár” címmel.
- 2006-tól 2019-ig :Főbb nemzetközi kiállítások: Paris Fashion Week, Amsterdam Fashion Week, Modefabriek. Cutting Edge, CPD Düsseldorf, MQ Vienna Fashion Week, Tokyo EU- Gateway program, Coterie New York
- 2006-os Fashion Awards Hungary Az Év Divattervezője”
- 2008-as Fashion Awards Hungary, „Az Év Divattervezője”

- 2010, Glamour Women of the Year  “ Az év Divattervezője”
- 2010, Vienna, Ringstrassen Galerien Design Awards, finalista
- 2011, Budapest, HG.Hu Design Awards, második díj
- 2012, Magyar Formatervezési Díj, finalist
- 2019-2020  Kiállítások: Kiscelli Múzeum rendezésében: ”Ragyogj” csoportos divattörténeti  kiállítás.
- média megjelenések:
- Média: Asahi Super Dry, Propaganda TV2, https://www.youtube.com/watch?v=uaiozZu8wmo https://www.youtube.com/watch?v=G-InaC3z2_E

## Stílus
Konsánszky Dórát a Kisképző légköre meghatározta, így egyenesen a Mome soraiban találta magát, ahol diplomáját megszerezte bőr-ruhatervezés szakon. Egy nemzetközi divatverseny és a Rubik ösztöndíj elnyerése során Párizsban folytathatta tanulmányait a Les Écoles Chambre Syndicale de la Couture Parisienne magániskolában, ahol megszerezte másoddiplomáját. Külföldön szerzett tapasztalatai lehetővé tették, hogy számos nagymúltú francia divatcég kulisszái mögé betekintést nyerhessen. Így fél évet tölthette a Nina Ricci-nél és az iskolai tanulmányok közben gyakornokoskodott a Lanvin és Dior házaknál. Külföldön szerzett tapasztalatait egyesítette az angol és a francia szabászat terén. Sokan a fűző specialistájának gondolják hazánkban. Tervezői múltjára jellemző az alternatív és egyben klasszikus anyaghasználat a szabászat terén is. A dekonstruktív fashion esztétikájának híve. Dóra kialakult stílusa a visszafogottság iránti igénnyel párosul. Előszeretettel keveri a férfias, sportos vonalakat a női sziluettel. Kifinomult szabásvonalak alkalmazása mellett, fontosnak tartja a különleges részletekre való fókuszálást.
2006-ban indította el a „Konsanszky” márkát, amelyhez csatlakozott 2015-ban egy magyar Tőkealap nagyobb befektetéssel. 2006-ban és 2008-ban elnyerte a Fashion Awards Hungary „Az év Divattervezője „díjakat. 2010-ben a „Glamour Women of the Year” nyertese. 2006-tól 2019 ig folyamatos résztvevője a Paris Fashion Week-nek és mellette több hazai divathét résztvevője lehetett.
Kialakult stílusa a visszafogottság és a diszkréció iránti igénnyel párosul. 2019 óta szabadúszó designer. Jelenleg a divattervezést tanulók oktatásával foglalkozik. Szakíró, óraadó több szinten divattervezéssel foglalkozó intézményben. 2014-óta több, azóta joggal díjakat is elhozó fiatal tervezők– mentora, témavezetője.  Több hazai múzeum gyűjteményében láthatják munkáit.
https://fashionawards.hu/konsanszky-dora-divattervezo